# Levanna
Levanna je horský masiv v Grajských Alpách, na francouzsko-italské hranici. Skládá ze tří horských vrcholů, nejvyšším je Levanna Centrale. Zbylé dva vrcholy jsou Levanna Occidentale (3 593 m) a Levanna Orientale (3 555 m). Levanna leží ve francouzském departementu Savojsko, v regionu Auvergne-Rhône-Alpes, v Itálii v regionu Piemont.
Rovněž se nachází na hranici dvou národních parků: Vanoise a Gran Paradiso.
Levanna Centrale náleží s výškou 3 619 metrů do první dvacítky nejvyšších hor Itálie a nejvyšších hor Francie s prominencí vyšší než 500 metrů. Je součástí hlavního zaledněného hraničního hřebene.